# 袁洪滨
袁洪滨（1958年3月15日—），江苏南通人，致公党员，中国工艺美术大师，所独创的“洪滨丝画”被费孝通称为“东方一绝”。
袁洪滨自幼喜爱美术，1970年代末进入马鞍山纺织厂工作。工作之余坚持画画，于1981年发明了丝绵画，并获国家发明专利。1985年，通过成人高考考取安徽师范大学艺术系。1987年毕业后，创办洪滨工艺美术厂。2000年初，成立“洪滨丝画手工艺术有限公司”。2005年11月，“洪滨丝画”荣获第54届尤里卡世界发明博览会特别金奖，同时袁洪滨个人也获得比利时“皇家一级骑士勋章”。2006年6月，袁洪滨获得中国民间文艺最高奖“山花奖·终身成就奖”。
1999年，丝画作品《萨马兰奇肖像》作为北京申奥唯一礼品赠送给时任国际奥委会主席萨马兰奇。2015年10月30日，丝画作品《德国总理默克尔》被国务院总理李克强作为国礼赠送给德国总理默克尔。
2017年2月，《袁洪滨丝画艺术展》在阿联酋首都阿布扎比展出，洪滨丝画首次以个展形式走出国门。